# 표도르 솔로구프

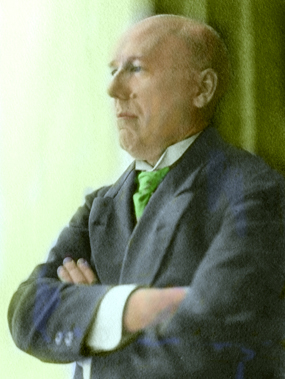
표도르 솔로구프 (1913)

표도르 솔로구프(Sologub, Fyodor Kuz'mich, 러시아, 1863~1927)는 러시아 상징주의 문학사에서도 독특한 사상을 지닌 데카당파의 시인이자 소설가이다. 본명은 표도르 쿠지미치 테테르니코프이다.

## 습작 기간
솔로구프가 시를 쓰기 시작한 것은 12살 때였다. 그가 좋아했던 시인은 니콜라이 네크라소프였으며, 미성년 때 그에게 가장 강렬한 영향을 준 것은 도스토옙스키의 소설 ≪죄와 벌≫이었다고 한다. 또한 솔로구프는 프랑스 상징주의에 심취했는데, 그 가운데에서도 특히 폴 베를렌에 빠져들어 이미 1892년에 베를렌의 시를 감흥에 넘쳐 자발적으로 번역하기도 하였다.

## 시 세계
일반적으로 솔로구프는 보들레르, 랭보, 폴 베를렌 같은 프랑스 상징주의 시인들의 미학이론과 쇼펜하우어 철학에서 지대한 영향을 받았다고 평가된다. 또한 1892년부터 초기 러시아 상징주의자들인 메레주코프스키, 기피우스 등과 친교를 맺으며 <북방 통보>지에서 적극적으로 활동하면서 자연스럽게 이들의 영향 역시 받게 된다. 그의 작품에 자주 등장하는 욕망과 악과 증오, 공상과 환상, 잠과 꿈의 세계는 이들의 시학과 철학이 그에게 준 영향으로 설명된다.
솔로구프는 이미 초기 시집에서부터 욕망과 악과 증오의 세계인 현세에서 벗어나 공상과 환상과 잠의 세계에서 구원을 찾아야 한다는 관점을 보여주었다. 따라서 그의 시에서 낮과 태양이 비추는 세계는 ‘악’으로 형상화되는 반면, 밤의 어둠과 죽음은 ‘미’의 극치로 표현되기도 한다.
솔로구프의 작품 이해에서 중요한 또 다른 요소는 교육자로서의 삶의 경험이다. 그는 모친이 가정부로 일하던 가정에서 원조를 받아 1882년 교육대학을 졸업하자 노브고로드의 한 지방도시에서 교사생활을 시작했고 나중에는 지역 장학관직을 맡기도 했다. 1890년에 페테르부르크로 전출되기까지 10여 년간 지방 소도시를 전전하며 교사생활을 하였고, 이 기간 동안 러시아의 현실과 인간의 내면 속에 숨겨진 추악한 속성들을 목격하였다고 한다.
작가 자신이 체험한 교사로서의 삶과 지방학교의 분위기, 교사들의 풍속도, 많은 선생들이 희생자이자 가해자가 되었던 당시의 분위기 등이 ≪악몽≫(1895)과 ≪작은 악마(Мелкий бес)≫(1898~1902, 1905년에 발표)에 반영되어 있다. 삶의 추악한 단면들이 에피소드처럼 등장하는 이 소설들은 솔로구프에게 꼬리표처럼 따라다니는 페시미즘적 작가라는 표현을 더욱 부추기는 계기가 되기도 했다. 하지만 그가 악을 표현했던 것은 단순히 부정적인 현실을 조장하려고 했던 것이 아님을 주지해야 한다. 그는 삶의 본질을 간파하기 위해서는 현상계를 직관하고 세계의 악을 절대화하여 그 악의 모습을 응시해야 할 필요가 있다고 생각했던 것이다.
1907년은 솔로구프의 삶에서 많은 변화가 파도처럼 몰려왔던 중요한 해였다. 분신처럼 사랑했던 누이동생 올가가 폐결핵으로 사망했고, 25년간 일했던 학교를 떠나게 되었다. 하지만 솔로구프는 자신의 고통을 응축시켜 그 힘을 작품을 통해 폭발시킨다. 솔로구프의 시집 가운데 가장 심미성이 뛰어나다고 평가받는 ≪불타는 원≫ 역시 이 시기에 집필되었으며, 시집 ≪뱀≫, 단편집 ≪썩어가는 가면들≫, ≪죽음의 승리≫, ≪지혜로운 꿀벌의 선물≫, ≪사랑≫등과 같은 일련의 희곡 역시 같은 해에 발표된 작품들이다. 그 이후로는 소설 ≪창조되는 전설≫(1908~1912)과 ≪이별의 서, 단편집≫(1908), ≪매혹의 서, 소설과 전설≫(1909) 등이 집필되었다.

## 말년
1908년 이후로 교사직을 그만둔 솔로구프는 본격적인 직업작가 생활에 들어가게 된다. 그리고 고통으로 점철되었던 시기에 아나스타샤 니콜라예브나 체보타옙스카야(1873~1921)라는 신여성과의 결혼은 그의 삶에 또 다른 한 줄기 빛이 되었다. 그녀는 교육을 받은 여성이었으며, 논문을 쓰기도 하고 번역을 하기도 했다. 솔로구프의 탁월한 문학 매니저 역할까지 했던 아내는 문인들을 자주 초대하여 문학 살롱을 형성하고 작품 번역활동을 하기도 했다.
하지만 솔로구프의 개인적인 행복은 그리 오래가지 못했다. 1905년 1월 9일, 당시 14세였던 그의 딸이 동궁으로 향하던 노동자들의 시위를 보기 위해 도시로 나갔다가 피의 일요일 사건의 희생자가 된 것이다. 딸의 죽음은 솔로구프 가족 전체의 불행이었으며, 이로써 심각한 정신장애를 앓고 있던 그의 아내 역시 1921년 네바 강에 몸을 던져 자살하였다. 더 이상 아무런 희망도 발견할 수 없었던 솔로구프는 고독한 삶을 견디기 힘들어 소비에트 정부에 망명을 요청한다. 그러나 프롤레타리아의 적이며 반혁명적인 작가란 낙인 때문에 결국 망명 허락을 얻지 못하고 1927년 12월 5일 쓸쓸히 생을 마감한다.